# Paul (danseur)
Pour les articles homonymes, voir Paul (pseudonyme).
Ne doit pas être confondu avec Antoine Pol.
Antoine Paul, dit Paul, est un danseur français, né à Marseille le 7 décembre 1795 et mort à Anet le 27 octobre 1871.

## Biographie
Après avoir dansé à Lyon et Bordeaux, Paul débute à l'Opéra de Paris en 1820 et sera vite l'un des premiers danseurs favoris du public. Surnommé l'« Aérien » et « Zéphyr » en raison de ses qualités techniques et sa virtuosité, Auguste Bournonville le décrit ainsi : « La supériorité de Paul tient à la légèreté, l'élasticité, la rapidité, le moelleux et la précision. Il sait combiner l'audace et la grâce naturelle ».
Paul se produit régulièrement à Londres, notamment avec ses partenaires attitrées Madame Montessu (sa sœur) et Madame Anatole, ainsi qu'à Naples où Stendhal l'applaudit.
Il quitte la scène en 1831.